# La dida
La dida és una peça clàssica de teatre escrita en vers per Frederic Soler i estrenada fa més de cent anys al Teatre Romea de Barcelona. La trama se centra en una dida que protegeix la seva protegida, una jove anomenada Roseta, de caure en un matrimoni forçat amb un home d'edat avançada. La dida assumeix el paper de mare en la vida de la Roseta, que és orfe. La peça va destacar per la seva perfecció formal i construcció teatral, i va ser considerada una de les obres més ben construïdes de l'època.
Tot i que es va preveure representar una versió en castellà de la peça a Madrid durant la temporada 1891-1892, aquesta representació finalment no es va produir. L'any 1910 es va organitzar una representació al Teatre Romea en una sessió d'homenatge per la visita d'Alfons XIII a Barcelona.
No obstant, el gran èxit de La dida va inspirar el novel·lista Josep Feliu i Codina a escriure una novel·la amb la mateixa trama. Encara que fa referència a una època i uns costums que ja han quedat obsolets, La dida continua sent considerada una obra clàssica del teatre català i ha estat representada diverses vegades al llarg del segle xx. Ha rebut elogis unànimes per part de la premsa catalana i encara avui és representada de tant en tant per agradar al públic que aprecia el teatre tradicional. A la fi de la peça, Roseta es casa amb un orfe pobríssim recollit a la finca per caritat.

## Repartiment de l'estrena
- Paula: Francisca Soler.
- Antònia: Caterina Mirambell.
- Roseta: Rosa Cazurro.
- Josep: Joaquim García-Parreño.
- Roc: Lleó Fontova.
- Joan: Iscle Soler.
- Gregori: Miquel Llimona.
- Genís: Frederic Fuentes.